# Tobias Kargoll
Tobias Kargoll (* 9. Juli 1983 in Unna) ist ein deutscher Medienmanager, Hip-Hop-Journalist, Unternehmer und Moderator.

## Leben
Tobias Kargoll wuchs in Kamen-Methler auf. Während seiner Schulzeit jobbte er als Gerichtsreporter in der Lokalredaktion der WAZ/WR in Kamen. Mit 19 zog er nach Düsseldorf, um Journalist zu werden und in der Hip-Hop-Kultur Fuß zu fassen. Er studierte Soziologie, Politikwissenschaften, sowie Medien- und Kommunikationswissenschaften im Rahmen des Studiengangs Sozialwissenschaften an der Heinrich-Heine-Universität Düsseldorf und schloss das Studium 2009 mit einem Master of Arts ab. Während des Studiums war er in einer Rap Crew aktiv.
Kargoll ist verheiratet und Vater von zwei Töchtern.

## Karriere

### Journalismus
2005 begann er seine Karriere als Musikjournalist mit einem Praktikum bei Hiphop.de und erlangte erste Bekanntheit durch einen Weblog über Rap aus dem Ruhrgebiet und den USA. Als freier Redakteur schrieb er für die taz, Raveline, Juice und andere. In Text- und Videoform interviewte er US-Künstler wie Snoop Dogg, Ice Cube und Jeezy. Von 2008 bis 2017 fungierte Kargoll als Chefredakteur von Hiphop.de. Seit 2017 ist er als Herausgeber des Magazins tätig. Moderatoren und Journalisten wie Roozbeh Farhangmehr, Aria Nejati, Rayk Anders und Miriam Davoudvandi begannen in Kargolls Zeit ihre Karrieren bei Hiphop.de.
Als Experte wurde er von Zeitungen und Magazinen wie Frankfurter Allgemeine Zeitung, Welt und Textilwirtschaft zitiert und war in TV-Sendungen wie Spiegel TV, den RTL Nachrichten sowie Galileo zu sehen. Darüber hinaus war er in verschiedenen Podcasts zu hören.
2013 nahm er im Rahmen der Show Insider einen Song mit dem Rapper Eko Fresh auf.
Kargoll veröffentlichte gemeinsam mit Phillip Böndel 2021 das Buch Erfolgsformel Hip-Hop im Campus Verlag. Sie analysieren darin, welche gemeinsamen Faktoren zum weltweiten Erfolg der verschiedenen Teile der Hiphop-Kultur, insbesondere Rap Musik, Street Fashion und Streetart geführt haben. Das Buch wurde von einem Privatsender als Standardwerk bezeichnet.

### Moderation
Seit 2006 ist er unter dem Pseudonym Toxik als Videomoderator tätig. Er begleitete früh die Karrieren von Rappern aus NRW wie Farid Bang, PA Sports und verschiedene Künstler des Labels Selfmade Records (Kollegah, Favorite, 257ers und andere). Auch nationale Größen wie Sido, Kool Savas oder Haftbefehl waren regelmäßig Gast in seiner Show bei Hiphop.de.
Kargoll war auf der Rap-Battle-DVD Feuer Über Deutschland 3 als Moderator zu sehen und moderierte Live-Veranstaltungen auf der Frankfurter Buchmesse (2015), dem Kongress beatcon (2019), dem New Fall Festival (2019) und dem Hype Festival (2022). Von 2020 bis 2022 moderierte Kargoll den Podcast LRNINGS beim Handelsblatt.

### Unternehmen
2012 gründete Kargoll das Unternehmen ManeraMedia GmbH, mit dem er Hiphop.de seitdem betreibt. Das Magazin wurde in den folgenden Jahren zu einem der reichweitenstärksten Magazine für Musikkultur. 2019 gründete Kargoll gemeinsam mit Ingo Gebhardt und Maik Euscher den Musikproduzenten-Kongress beatcon. 2021 gründete er mit Phillip Böndel das auf Marketing in der Hiphop-Kultur spezialisierte Beratungsunternehmen The Ambition, bei dem er als Chief Cultural Officer fungiert. The Ambition unterstützt Unternehmen, die ihre Marken und Produkte in der Hiphop-Kultur verwurzeln wollen.

### Lehre
Seit 2017 ist Kargoll als Dozent für Digitales Publishing an der Heinrich-Heine-Universität tätig. Als Speaker im Marketing Bereich trat er auf Veranstaltungen wie Creative Hive, koks.digital und pushcon auf.

### Auszeichnungen
2016 wurde Hiphop.de unter Kargolls Leitung mit einem viralen Video zur Flüchtlingskrise für den CIVIS Online Medienpreis Webvideos nominiert. 2021 gewann Hiphop.de zusammen mit der Werbeagentur Butter. zwei GWA Effie Awards in den Kategorien „Highlight“ und "Social Media" für eine Urban Dance Kampagne auf TikTok. Ebenfalls 2021 wurde Kargoll von OMR auf Platz 35 der wichtigsten „Marketingmacher des Jahrgangs 2021“ gewählt. 2024 gewann Kargoll mit seinem Unternehmen ManeraMedia GmbH einen Remix Award für die Kampagne zum Trikotlaunch von Borussia Dortmund.

## Auszeichnungen
2021: GWA Effie Award

## Werke
- Phillip Böndel, Tobias Kargoll: Erfolgsformel Hip-Hop: Ambition und Underdog-Mindset als Businessfaktor, plus E-Book inside (ePub, mobi oder pdf). Campus Verlag, 2021, ISBN 978-3-593-44865-7.